# Almásdál
Almásdál település Romániában, Szilágy megyében.

## Fekvése
Szilágy megyében, Hidalmástól délkeletre, az Almásba ömlő Dáli-patak völgyében, Milvány, Magyarzsombor és Ugróc között fekvő település.

## Története
Almásdál nevét 1460-ban említették először az oklevelekben, mint a  Sombori család tagjainak birtokát. Tőlük a Gyerőmonostori családhoz került. A Gyerőmonostoriak: Gyerőmonostori Kemény István és fiai a birtok felét visszaengedik a Somboriaknak.
1464-ben Sombori Péter Dál felét (ősi részbirtokát) Iklódi Mártonnak adta zálogba. 1473-ban Dál Sombori László részbirtoka volt. 1537-ben Sombori Benedek dáli birtokrészét eladta Szalai Györgynek. A településnek 1910-ben 557 román lakosa volt. 1909-ben 430 lakos, ebből 415 román, 67 magyar és zsidó volt. Almásdál a trianoni békeszerződés előtt Kolozs vármegye Hidalmási járásához tartozott.